# El Papelito (1882-1883)
El Papelito fue un semanario satírico español adscrito al carlismo, publicado en Madrid entre 1882 y 1883, durante la llamada Restauración.

## Historia
Subtitulado «Periódico de pura raza», se publicaba una vez por semana. Tomaba el nombre de una anterior publicación carlista que se editó en Madrid durante el Sexenio Revolucionario.
Tuvo como propietario al barón de Sangarén, como director a Salvador Morales (Loresma) y como redactores a Antonio de Valbuena y Antonio Gallardo y Gallardo, quien también desempeñaría posteriormente la dirección.
El formato de la publicación era a cuatro páginas de 30 por 42, a tres columnas. Se imprimía en la imprenta de Sucesores de Escribano, calle del Príncipe, 25, y luego, en la de López, Caños, 1, triplicado.
En una de las páginas centrales publicaba una caricatura política, la mayor parte contra el diario La Fé y sus partidarios, firmadas por Cilla, quien curiosamente también dibujaba caricaturas para El Cabecilla, aliado de La Fé.
Apareció el 30 de marzo y saludó en primer término de su primer número a Don Carlos de Borbón, que cumplía en dicho día 44 años, y anunciaba que reaparecería después de diez años que estuvo durmiendo.

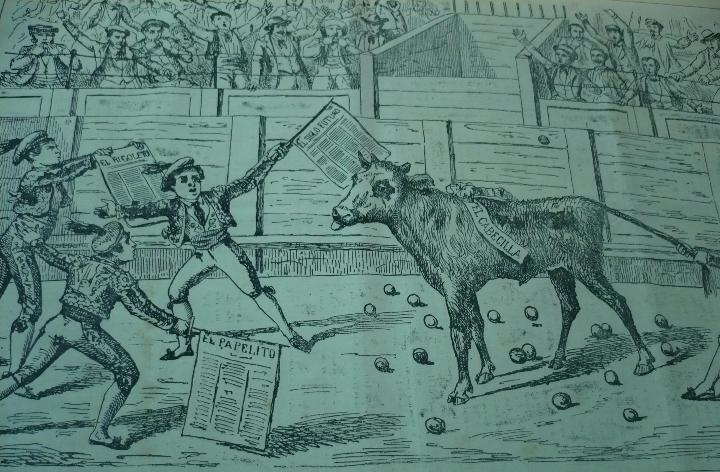
Caricatura de El Papelito burlándose del semanario El Cabecilla, fundado por Isidoro Ternero, tras su aparición en septiembre de 1882. Debajo de la misma podía leerse:
—¡Fueeeeera! Fueeeeera!
—¡Eso no es toooooro! ¡Eso es un terneeeeero!
—¡Al corral! ¡Al corral!

En el sumario del primer número incluía: 

Felicitación.—Aquí estamos.—Los que van a morir te saludan.—Flechas (versos de Loresma).—Garrotazos (sección que se atribuye a don Antonio de Valbuena).—El guitarrillo (versos).—Sueltos sin título.—Galería de hombres célebres contemporáneos (semblanzas en verso, por Loresma).—Diálogos al oído.—Charada.—Cantares.

Sostuvo rudas campañas contra los hombres y periódicos no afectos a Nocedal.
Los números del 6 de mayo y 19 de septiembre fueron denunciados, así como otros muchos. En diciembre tuvo un proceso, en el que el fiscal pidió para Gallardo ocho años y un día de prisión mayor.
Cesó en junio del 83, y —según Navarro Cabanes— en diciembre fue encarcelado Gallardo para cumplir la condena de ocho años.